# Азон
Азон (груз. აზო; лат. Azo) — згідно з грузинською середньовічною історіографією, правитель Картлі в останній третині IV ст. до н. е. Його історичність дуже сумнівна. Ім'я Азона зіставляють із грецьким міфологічним героєм Ясоном, який, згідно з деякими античними джерелами елліністичного часу, правив у Колхіді.
Згідно з Тацитом, у його час ібери та албани самі стверджували, що походять від фессалійця Ясона, який повернувся до Колхіди (тут ця подія датована міфічною епохою, тобто XIII ст. до н.е.).

## Біографія
Коротка згадка про нього містить твір «Навернення Грузії». За цим оповіданням, нібито Александр Македонський, підкоривши Картлі, призначив її правителем Азо, сина якогось царя Аріан-Картлі, який оселився в Мцхете, ставши її першим царем, його богами були ідоли Гаці та Гаїмі, і він помер своєю смертю, його наступником був Фарнаваз I.
Леонті Мровелі наводить докладну і суттєво відрізняющуюся від попереднього розповідь про те, як Александр, цар Македонії, після наполегливої війни підкорив землі Картлі і поставив своїм намісником патрикія Азона, сина Яредоса, уродженця Македонії, з військом у сто тисяч чоловік з області Фротатос. За наказом Александра Азон встановив шанування Сонця, Місяця, п'ятірки зірок (тобто планет) та «незримого бога».
Азон зруйнував укріплення міст Картлі, окрім чотирьох фортець, де розмістив гарнізони. Також він підкорив Егрісі і підкорив вівсів (осетин), леків (дагестанців) та хозар – цей перелік народів вкрай анахронічний.
Жорстоке правління Азона викликало невдоволення картлійців. Тоді картлієць Фарнаваз підняв повстання, а тисячі обраних вершників Азона перейшли на його бік. Фарнаваз став царем Картлі, Азон утік.
Через два роки Азон повернувся з Греції з військом, але знову розбитий Фарнавазом.